# Darmstadt
Darmstadt je grad u zapadnom dijelu Njemačke, u pokrajini Hessen. Nalazi se u neposrednoj blizini njemačkog poslovnog i europskog financijskog središta Frankfurta na Majni.

## Povijest
Grad potječe iz 11. stoljeća, kad se zvao Darmundestadt ("Darmstadt" je skraćeni oblik tog imena). Car Ludwig Bavarski je 1330. Darmstadt proglasio gradom i predao ga na upravu grofu od Katzenelnbogena. Godine 1479. Darmstadt je pripao Zemaljskoj grofoviji Hessen (kasnije Velikom vojvodstvu Hessen) unutar kojeg je bio do ujedinjenja Njemačke u 19. stoljeću, kada se u gradu razvija industrija te on brzo raste i postaje obrazovni centar (značajan je Tehnički fakultet). Početkom 20. stoljeća centar je umjetničkog pokreta Jugendstil.
Darmstadt je prihvatio nacističku ideologiju odmah nakon dolaska nacista na vlast 1933. i bio je prvi grad u Njemačkoj koji je počeo progoniti Židove. Tijekom Drugog svjetskog rata pretrpio je velika razaranja, posebno u britanskom bombardiranju 1944. godine. U bombardiranju je poginulo preko 12.000 stanovnika. Nakon rata se grad brzo razvija i postaje znanstveni i tehnološki centar.

## Etimologija
Darmstadt ima vrlo neobično ime (u doslovnom prijevodu s njemačkog znači "Grad crijeva"). To ime je nastalo slučajno (Darmstadt je skraćeni oblik ranijeg imena Darmundestadt) i nema veze s crijevima.

## Zemljopis
Darmstadt se nalazi u zapadnom dijelu Njemačke, u blizini rijeke Rajne. Funkcionira kao satelitski grad obližnjeg Frankfurta na Majni (zajedno s Frankfurtom i Mainzom čini sustav povezanih gradova Ballung Rhein-Main). Blizina Frankfurta značajno utječe na gospodarski razvoj grada. Grad je povezan s frankfurtskom mrežom prometnica i služi se frankfurtskim aerodromom koji je najveći u Europi.

## Gospodarstvo
Darmstadt je moderan industrijski, znanstveni i istraživački centar. Posebno se razvija moderna informatička, biotehnološka, kemijska i farmaceutska industrija te telekomunikacije i svemirska istraživanja (jedan od centara Europske svemirske agencije i Europske mreže meteoroloških satelita EUMETSAT). Danas se grad deklarira kao "Grad znanosti".

## Znamenitosti
U centru grada je značajna palača hessenskih vojvoda (rezidencija Velikog vojvode Hessena) iz 18. stoljeća. Luisenplatz je najveći trg u središtu i glavno prometno čvorište. Na trgu je obelisk s kipom cara Ludwiga Bavarskog. Značajni su brojni spomenici i djela moderne umjetosti (posebno Jugendstila koji je početkom 20. stoljeća bio razvijen u gradu). Zanimljiva je "spiralna šuma", niz modernih građevina sagrađenih 2000. godine (arhitekt Friedensreich Hundertwasser).
U blizini grada se nalazi dvorac Frankenstein iz 13. stoljeća. Smatra se da je dvorac dao inspiraciju Mary Shelley za horror priču "Frankenstein ili moderni Prometej".

## Vanjske poveznice
- Službena stranica (njem.)

### Ostali projekti
|  | Zajednički poslužitelj ima još gradiva o temi Darmstadt |